# District de Trachselwald
1798–2009
Entités précédentes :
- Bailliage de Trachselwald

Entités suivantes :
- Arrondissement administratif de l'Emmental
- Arrondissement administratif de Haute-Argovie

Le district de Trachselwald est l’un des 26 districts du canton de Berne en Suisse. De 1803 à 1831, le district porte le nom de bailliage de Trachselwald (allemand : Oberamt Trachselwald). Sa superficie est de 191 km² et compte 10 communes:
- CH-3416 Affoltern im Emmental
- CH-3465 Dürrenroth
- CH-4952 Eriswil
- CH-4950 Huttwil
- CH-3432 Lützelflüh
- CH-3415 Rüegsau
- CH-3454 Sumiswald
- CH-3456 Trachselwald
- CH-4942 Walterswil
- CH-4954 Wyssachen